# Laphria flavidorsum
Laphria flavidorsum là một loài ruồi trong họ Asilidae. Laphria flavidorsum được Matsumura miêu tả năm 1916. Loài này phân bố ở vùng Cổ Bắc giới và châu Á.